# Castagnoli
Castagnoli è una frazione del comune italiano di Gaiole in Chianti, nella provincia di Siena, in Toscana.

## Storia
Il borgo di Castagnoli è ricordato per la prima volta come il luogo di un atto di compravendita del 1098, quando furono acquistate da parte di Guglielmo dei Ricasoli le adiacenti terre di Montechioccioli. Il castello con la chiesa è invece documentato già nel 28 dicembre 1104, in un atto di compravendita dell'abbazia di Coltibuono. Castagnoli è ricordato, con il nome di Castagno Aretino, anche nella convenzione del giugno 1203 (nota come "lodo di Poggibonsi") tra i confini politici delle Repubbliche di Firenze e di Siena. Durante il XIV secolo il borgo fu ampliato e ricostruita parte della cinta muraria, finché nel 1479 non subì un assedio da parte dei Senesi, durante la guerra aragonese (1478-1479), che fu tuttavia respinto. Nel 1833 la frazione contava 278 abitanti.

## Monumenti e luoghi d'interesse
- Chiesa dei Santi Pietro e Paolo, chiesa parrocchiale della frazione, si trova lungo la via che conduce al nucleo medievale. Originariamente a Castagnoli erano situate due chiese, quella di San Pietro e quella di San Martino, ma in età moderna sono state riunite in un'unica parrocchia. Il territorio parrocchiale di Castagnoli conta circa 150 abitanti.[6]

- Rocca di Castagnoli, antico castello da cui ha avuto origine la frazione, si presenta come un imponente complesso poligonale in pietra, con pittoresco cortile interno da cui si accede attraverso un vicolo.[4] Il lato nord presenta un basamento a scarpa. Storicamente possedimento di numerose famiglie nobili (Orlandi, Piccolomini, Tempi), passò ai Ricasoli alla fine del XVIII secolo. Nel 1981 si insedia l'attuale proprietà, che fa restaurare il castello e le abitazioni coeve.[3] Attualmente è sede di un'azienda agricola.[7]

## Economia
Castagnoli è sede di una nota azienda agricola già dal XVIII secolo, quando la famiglia Tempi, proprietaria del castello, proseguì e migliorò la produzione di vino e olio avviata dalle precedenti famiglie: nel 1773 il granduca Pietro Leopoldo lodò i Tempi e la tenuta per l'ottima gestione e la manutenzione e lavorazione dei terreni. Nel 1924 l'azienda di Castagnoli entra a far parte, insieme ad altre note aziende del territorio, del Consorzio del Vino Chianti Classico. Nel 1982 viene fondata l'attuale azienda agricola Rocca di Castagnoli.